# Archidendron bubalinum
Archidendron bubalinum es una especie de árbol perteneciente a la familia de las fabáceas. Es originaria de Indonesia.

## Taxonomía
Archidendron bubalinum fue descrita por (Jack) I.C.Nielsen  y publicado en Adansonia 19(1): 16. 1979.
Sinonimia
- Albizia acradena Miq.
- Cylindrokelupha bubalina (Jack) "Kosterm., p.p."
- Feuilleea bubalina (Jack) Kuntze
- Inga bubalina Jack basónimo
- Ortholobium bubalinum (Jack) Kosterm.
- Pithecellobium bigeminum var. bubalinum (Jack) Benth.
- Pithecellobium bubalinum (Jack) Benth.
- Pithecellobium ellipticum ("ensu auct., non (Blanco") Hass
- Pithecellobium lobatum sensu Ridl.[2]